# Christofle de Beaujeu
Pour les articles homonymes, voir Christofle (homonymie) et Beaujeu.
Christofle de Beaujeu est un poète français de la fin du XVIe siècle, né en 1550.
C'était un homme de guerre, originaire du Beaujolais semble-t-il. Il publia en 1589 des Amours, ouvrage de poésie baroque où il cultive l'obscurité. Son œuvre ne fut redécouverte qu'à la fin du XXe siècle.